# Brigades Roges
Les Brigades Roges (en italià Brigate Rosse), foren una organització armada marxista-leninista italiana fundada l'any 1970. Un dels seus objectius fundacionals era retirar Itàlia de l'OTAN, la qual influïa la política italiana a través de la denominada Operació Gladio. El seu símbol és una estrella asimètrica de cinc puntes.

## Història

### Naixement
El pare de les Brigades Roges va ser Renato Curcio (detingut els anys setanta per Carlo Alberto dalla Chiesa) estudiant de la Universitat de Trento. Aquest grup armat tenia durant els seus inicis el seu nucli d'activitat a Milà i Torí (les zones més industrialitzades d'Itàlia), llocs en els quals es proposaven recaptar suports sindicals contra l'extrema dreta.

### Expansió
A partir de 1974, l'organització es va estendre per altres zones d'Itàlia com Roma, Gènova i Venècia. Va ser l'època dels segrestos d'importants personalitats polítiques i econòmiques del règim italià.
El seu manifest de 1975 cridava a realitzar una "vaga general contra el cor de l'Estat", que entenien com una simple col·lecció d'empreses multinacionals. Les Brigades Roges combinaven els seus atacs contra les forces de seguretat amb uns altres contra la classe política italiana, especialment contra dirigents de la governamental Democràcia Cristiana. El juny de 1974 les Brigades Roges van cometre el seu primer atemptat mortal, assassinant a dos membres del neofeixista Moviment Social Italià.
Això els va fer passar totalment a la clandestinitat, abandonant-se qualsevol acció política encaminada cap als treballadors.

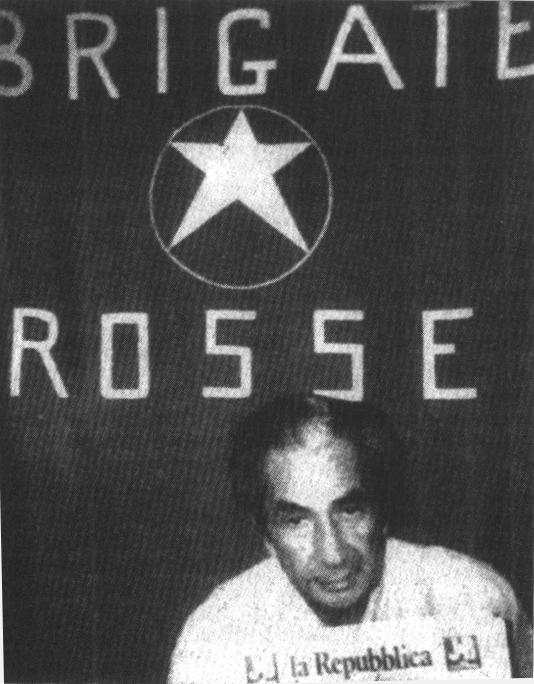
Imatge de Aldo Moro

L'any 1976, els Carabinieri van arrestar a un gran nombre de militants, assassinant a un dels membres.
L'abril de l'any següent les Brigades van anunciar la fundació del Partit Comunista del Combattimento, com a "guia de la classe treballadora". Les accions armades, especialment contra la policia i els jutges, es van incrementar espectacularment. La majoria de la militància d'aquesta etapa estava composta per estudiants, enfront del nucli obrer de l'organització inicial. El 1978 les Brigades van segrestar i assassinar l'exprimer ministre Aldo Moro, a causa del pacte arribat entre el Partit Comunista Italià i la Democràcia Cristiana en la coneguda Operació Fritz.

### Ocàs
La mort d'Aldo Moro va ser el principi de la fi de les Brigades Roges, car va fer que la classe política italiana prengués consciència de la força del grup. La popularitat d'Aldo Moro va fer que l'assassinat fóra criticat no només per algunes de les personalitats de la dreta i l'esquerra italiana, sinó fins i tot pels presos de l'organització. La policia italiana faria finalment detencions massives el 7 d'abril de 1979, entre les quals cobraria fama la d'un grup d'intel·lectuals, del cercle de la revista Metròpoli, entre els quals es contava Paolo Virno, a més de Toni Negri, Oreste Scalzone, Luciano Ferrari Bravo i altres. Després d'anys de presó, finalment es va reconèixer que no estaven vinculats a l'organització.
Alguns anys més tard s'especularia sobre la veritable autoria de l'assassinat d'Aldo Moro. No són pocs els que insinuen que darrere d'aquella acció podria haver-hi l'organització paramilitar conservadora Operació Gladio, fundada els anys 50, amb objectiu d'impedir l'accés al govern italià de l'esquerra radical.
L'any 1981 l'organització va segrestar el general de brigada de l'exèrcit nord-americà James Dozier, el qual seria rescatat posteriorment en una operació policial. La policia italiana va arrestar a diversos membres que proporcionarien valuosa informació sobre altres activistes, conduint a noves detencions.
Durant el 1984, les Brigades Roges es van escindir en dues faccions: la majoritària del Partit Comunista Combatent, coneguda també sota les sigles BR-PCC, i la minoritària de la Unió de Combatents Comunistes, també coneguda com a BR-UCC. A Sardenya hi actuà un grup semblant, Barbagia Rossa. El mateix any, quatre dels seus líders a la presó, Curcio, Moretti, Ianelli i Bertolucci, rebutjaven públicament la lluita armada. El mateix any, el grup armat va reivindicar la mort de Leamon Hunt, responsable nord-americà del Grup d'Observadors Internacionals per a la Península del Sinaí.
Un any més tard, durant el 1985, alguns membres del grup aïllats a França van retornar a Itàlia. Al mateix temps es van incrementar les detencions. El febrer de 1986 la facció BR-PCC va assassinar l'exalcalde de Florència, i va intentar matar un conseller del primer ministre Bettino Craxi.
El març de 1987 l'altra facció (BR-UCC) va assassinar el general Lici Giorgieri a Roma. El 16 d'abril de 1988 el BR-PCC va assassinar el senador Roberto Ruffilli. Després d'això, les activitats d'aquests grups van cessar a causa de l'arrest dels seus dirigents.

### Les Brigades Roges avui
Les últimes accions conegudes de les Brigades Roges van tenir lloc: 
- 20 de maig de 1999: assassinat de Massimo D'Antona, conseller del gabinet de centreesquerra de Massimo D'Alema.

- 20 de març de 2002: la mateixa pistola usada per a aquest assassinat va ser usada també a Bolonya per a la mort de Marco Biagi, un altre conseller econòmic, en aquest cas del govern de centredreta de Silvio Berlusconi, i figura clau en les actuals polítiques de mercat de treball italianes. Les Brigades van assumir la responsabilitat.

- 3 de març de 2003: dos activistes, Mario Galesi i Nadia Desdemona Lioce, inicien un tiroteig amb la policia a un tren estacionat a l'estació de Terontola. Galesi i Emanuele Petri (un dels policies) van morir. Lioce va ser detinguda.

- 23 d'octubre de 2003: els Carabinieri arresten a sis membres de les Brigades durant unes batudes simultànies a Florència, Sardenya, Roma i Pisa, estant aquesta operació relacionada amb l'assassinat de Massimo D'Antona.

## Activitats
El nucli original de les Brigades Roges es va especialitzar en assassinats i segrests de membres del govern i empresaris italians. El seu modus operandi era disparar a les víctimes quan abandonaven el seu domicili o el seu lloc de treball. El grup havia estat llargament inactiu des que les autoritats italianes i franceses van arrestar la majoria dels seus membres el 1989. A l'actualitat compta amb recursos i militància limitats.

## Efectius
Probablement a l'actualitat compta amb menys de 50 militants, a més d'un nombre desconegut de simpatitzants. A més, es poden distingir dues faccions: NAP ("Nuclei Armati Proletari", Nuclis Armats Proletaris) i "Primera Linea", Primera Línia.

## Zona d'operacions
Tant les seves bases com els seus objectius estan a Itàlia. Alguns membres viuen refugiats a altres països europeus, especialment a França.

## Suports internacionals
En l'actualitat es desconeixen. Les Brigades Roges de la primera etapa s'autofinançaven, encara que probablement van rebre suports de l'Organització per a l'Alliberament de Palestina i altres grups armats d'Europa occidental.
Per tal com els fets sobre el captiveri d'Aldo Moro i la seva suposada execució per part de les Brigades Roges mai han estat aclarits, s'han generat una sèrie de dubtes i teories de la conspiració.
Algunes teories insinuen que darrere de les Brigades Roges podrien haver estat durant anys els omnipresents fils de l'Operació Gladio i la lògia filofeixista Propaganda Due. El segrest i assassinat del polític democristià Aldo Moro després de la seva aliança de govern amb socialistes i comunistes és una de les bases fortes d'aquesta teoria, que té els seus paral·lelismes amb altres grups d'esquerra europeus com el GRAPO a Espanya o la RAF a Alemanya, sempre sota sospita de ser un formiguer d'infiltrats d'ultradreta, o directament tapadores.